# کامیل
کامیل (به انگلیسی: Camil)
رده درمانی: داروهای گیاهی
اشکال دارویی: کرم

## موارد مصرف
کرم کامیل در درمان التهابات پوستی، آزردگی‌های جلدی ناشی از خراش‌ها و بریدگی‌های سطحی، خشکی و ترک پوست به کار می‌رود.

## مکانیسم اثر
کرم کامیل حاوی ۵٪ عصارهٔ آبی و ۰٫۵٪ اسانس بابونه Matricaria chomomilla است. فعالیت ضدالتهابی عصارهٔ بابونه بیشتر به‌دلیل ترکیبات ماتریسین (پیشتاز کامازولن) بیسابولول و اکسیدهای آن بوده که عمده‌ترین ترکیبات موجود در عصاره را تشکیل می‌دهند. این فعالیت به عمل آنتی‌اکسیدانی آن‌ها نسبت داده شده‌است. عصارهٔ بابونه موجب وقفهٔ سیکلواکسیژناز و لیپواکسیژناز شده، در نتیجه تولید پروستاگلاندین‌ها و لوکوترین‌ها را متوقف می‌نماید. آپی‌ژنین موجود در عصارهٔ بابونه علاوه بر وقفه در ایجاد محصولات لیپواکسیژناز و سیکلواکسیژناز موجب مهار آزادسازی هیستامین نیز می‌گردد.

## عوارض جانبی
واکنش‌های آلرژیک مانند اگزما